# 용인 가창리 부도
용인 가창리 부도는 대한민국 경기도 용인시 처인구 백암면 가창리에 있는 승탑이다. 1990년 11월 22일 용인시의 향토문화재 제23호로 지정되었다.

## 개요
용인 가창리 부도는 가창리 내창(內會) 마을 뒷산인 수정산 기슭 정원사(晶完寺)입구에 자리잡고 있다. 그 형태는 화강암 1석(石)위 석종형(石種形)으로, 상륜부(上輪部)는 연주문(蓮株文)의 보륜(寶輪)받침을 둔 후 다시 연주문 받침을 두고 보주(寶珠)를 얹은 형식이다. 규모는 높이 120cm, 어깨둘레 315cm이다. 이 부도의 주변이 평평하게 정지(整也)된 흔적으로 보아 본래부터 그 자리에 있었던 것으로 보인다. 탑신(搭身)의 표면에는별도의 명문(銘文)이나 음기(陰記)가 없어서 어느 고승(高僧)의 부도인지는 알 수가 없다. 
배흘림 등 전체적인 면에서 균형이 잘 잡혀 있고, 표면을 치석(治石)한 상태도 정제된 일면을 잘 보여주고 있다. 경기도 내에서 조선시대의 부도형식으로 짐작되는 안성 칠장사 부도군(安成 七長寺 浮屠群)이나 안성 청룡사 부도군(安成 靑龍寺 浮屠群)에서는 원통형의 빈약한 몸매와 좁은 어깨선을 나타내고 있는데 반하여, 이 곳 가창리의 부도는 유려한 어깨선과 풍만한 배흘림 등을 보이고 있어 형식상 조선시대의 부도와 많은 차이를 드러내고 있다. 따라서 이 부도는 대략 고려시대 말에서 조선시대 초에 조성된 것으로 추정된다.

## 참고 문헌
- 가창리 부도 - 용인시의 문화관광 - 향토유적
- 용인 가창리 부도[깨진 링크(과거 내용 찾기)] - 산림청 도시숲